# Конска антилопа
Конска антилопа (Hippotragus equinus) е голяма африканска антилопа от подсемейство Конски антилопи. С тегло достигащо до 300 kg и височина при холката 1,6 m видът е втората по големина антилопа в света след Обикновената кана.

## Разпространение
Антилопите обитават откритите савани и пасища с рядка дървесна растителност. Това са обитания, които са с ниска тревиста растителност, позволяваща им добра видимост и предпазване от потенциални хищници. Конските антилопи се срещат в Западна, Източна и Южна Африка.

## Описание
Козината е сиво-кафява с червеникав оттенък и черно бяла окраска на главата, придаваща вид на маска. Ушите са дълги, тънки и завършват с пискюлче. От задната част на главата до гърба имат грива. Представителите и на двата пола имат полуизвити назад саблевидни рога.

## Поведение
Конските антилопи образуват стадо оглавявано от самец с големина 5 — 12 индивида. В стадото има и една женска с господстащо влияние в йерархията. Основната и задача е да търси подходящи пасища и места за почивка. Младите самци образуват отделни ергенски стада. В случай на опасност конските антилопи могат да развиват скорост до 70 km/h.

## Размножаване
Конските антилопи раждат по едно малко, което около две седмици след раждането си се крие от хищни животни в гъстата растителност.